# 페라리 SF90 XX 스트라달레
페라리 SF90 XX 스트라달레(영어: Ferrari SF90 XX Stradale)는 페라리에서 2023년부터 생산 중인 스포츠카이다.